# Мађарска на Летњим олимпијским играма 1972.
Мађарска је учествовала на Летњим олимпијским играма одржаним 1972. године у Минхену, Немачка. На свечаном отварању носилац заставе је по трећи пут био бацач копља Гергељ Кулчар. Мађарска је овај пут послала 232 спортиста на олимпијаду, и они су учествовали у двадесет спортских дисциплина.
Олимпијски тим из Мађарске је на овим олимпијским играма се такмичио у петнаест спортских дисциплина и у девет дисциплина су освојили укупно тридесет и пет медаља: шест златних, тринаест сребрних и шеснаест бронзаних медаља. Олимпијске бодове су освојили у петнаест дисциплина. Најуспешнији представник Мађарске је био мачевалац Чаба Фењвеши (Fenyvesi Csaba) са освојене две златне медаље.

## Резултати по спортским гранама
На овој олимпијади су мађарски спортисти у укупно петнаест различитих спортских дисциплина освојили 226 олимпијска поена.
(највећи број освојених поена и учесника је обележен подебљаним словима)
| Спортска грана | Позиција | Позиција | Позиција | Позиција | Позиција | Позиција | Олимпијски поени | Број учесника | Број учесника | Број учесника |
| Спортска грана | 1.       | 2.       | 3.       | 4.       | 5.       | 6.       | Олимпијски поени | Мушки         | Женске        | Укупно        |
| Мачевање       | 2        | 4        | 2        | 1        | 0        | 1        | 46               | 14            | 5             | 19            |
| Рвање          | 1        | 0        | 4        | 4        | 0        | 1        | 36               | 19            | 0             | 19            |
| Дизање тегова  | 1        | 1        | 3        | 0        | 0        | 3        | 27               | 9             | 0             | 9             |
| Кајак и кану   | 0        | 2        | 2        | 1        | 1        | 1        | 24               | 10            | 2             | 12            |
| Скокови у воду | 0        | 1        | 2        | 2        | 2        | 1        | 24               | 9             | 7             | 16            |
| Бокс           | 1        | 2        | 1        | 0        | 0        | 0        | 21               | 6             | 0             | 6             |
| Пентатлон      | 1        | 1        | 0        | 0        | 0        | 0        | 12               | 3             | 0             | 3             |
| Гимнастика     | 0        | 0        | 1        | 1        | 1        | 0        | 9                | 6             | 6             | 12            |
| Атлетика       | 0        | 0        | 0        | 0        | 3        | 2        | 8                | 21            | 12            | 33            |
| Ватерполо      | 0        | 1        | 0        | 0        | 0        | 0        | 5                | 11            | 0             | 11            |
| Фудбал         | 0        | 1        | 0        | 0        | 0        | 0        | 5                | 17            | 0             | 17            |
| Стрељаштво     | 0        | 0        | 1        | 0        | 0        | 0        | 4                | 9             | 0             | 9             |
| Џудо           | 0        | 0        | 0        | 0        | 1        | 0        | 2                | 5             | 0             | 5             |
| Одбојка        | 0        | 0        | 0        | 0        | 1        | 0        | 2                | 0             | 12            | 12            |
| Бициклизам     | 0        | 0        | 0        | 0        | 0        | 1        | 1                | 4             | 0             | 4             |
| Стреличарство  | 0        | 0        | 0        | 0        | 0        | 0        | 0                | 1             | 1             | 2             |
| Једрење        | 0        | 0        | 0        | 0        | 0        | 0        | 0                | 5             | 0             | 5             |
| Рукомет        | 0        | 0        | 0        | 0        | 0        | 0        | 0                | 15            | 0             | 15            |
| Веслање        | 0        | 0        | 0        | 0        | 0        | 0        | 0                | 15            | 0             | 15            |
|                |          |          |          |          |          |          |                  |               |               |               |
| Укупно         | 6        | 13       | 16       | 9        | 9        | 10       | 226              | 187           | 45            | 232           |

### Освојене медаље на ЛОИ
| Освајачи олимпијских медаља за Мађарску на ЛОИ 1972. | |        |
| Медаља                                               | Освајач медаље | Укупно |
| Злато                                                | Андраш Балцо, Ђерђ Гедо, Чаба Фењвеши, Имре Фелди, Чаба Хегедиш Мачевање (екипно м.) | 6      |
| Сребро                                               | Ласло Орбан, Јанош Кајди, Тамаш Викман, Јене Камути, Петар Марот, Илдико Бобиш, Андреја Ђармати, Лајош Сич, Модерни пентатлон (екипно), Кајак и кану (К2 м.), Мачевање (екипно ж.), Фудбалска репрезентација и Ватерполо репрезентација         | 13     |
| Бронза                                               | Андраш Ботош, Геза Чапо, Ана Фајфер, Ђезе Кулчар, Лајош Пап, Андраш Харгитај, Андреја Ђармати, Шандор Холцритер, Јанош Бенедек, Ђерђ Хорват, Ференц Киш, Ласло Клинга, Карољ Бајко, Јожеф Чатари, Мачевање (екипно м.) и Гимнастика (екипно ж.) | 16     |
| Укупно                                               | | 35     |